# Grandsanha
Grandsanha (en francès Grandsaigne) és un municipi francès situat al departament de la Corresa i a la regió de la Nova Aquitània.

## Demografia
| 1962                                       | 1968 | 1975 | 1982 | 1990 | 1999 | 2007 |
| ------------------------------------------ | ---- | ---- | ---- | ---- | ---- | ---- |
| 144                                        | 134  | 111  | 87   | 70   | 58   | 47   |
| Des de 1962: població sense dobles comptes |      |      |      |      |      |      |

## Administració
| Període   | Identitat                | Partit |
| --------- | ------------------------ | ------ |
| 1989-1999 | François Maison          | PCF    |
| 1999-     | Jean-François Ensergueix | PCF    |